# Jean-Paul Sevilla
Pour les articles homonymes, voir Sevilla.
Jean-Paul Sevilla (né en 1934 en Algérie) est un pianiste et professeur de piano français, d'ascendance espagnole, Il est citoyen français et canadien. Il a vécu pendant plus de vingt ans au Canada et réside actuellement en France.

## Biographie

### Formation
Jean-Paul Sevilla donne son premier récital à l'âge de neuf ans. À l'âge de quatorze, il entre au Conservatoire de Paris dans la classe de Marcel Ciampi. il bénéficie des  conseils et des cours de Blanche Bascourret de Gueraldie (assistante de Marcel Ciampi au CNSM de Paris et bras droit d'Alfred Cortot à l'École normale de musique de Paris). Il obtient un premier prix de piano, ainsi que le prix d'honneur (qui n'a pas été décerné depuis) à l’unanimité. Il reçoit également le premier prix en musique de chambre.
En 1959, il obtient à l'unanimité le premier prix au Concours international de Genève.

### Carrière
Il effectue ensuite de nombreuses tournées, en tant que soliste et musicien de chambre, qui l'ont mené à travers l'Europe et l'Afrique, les deux Amériques et en Asie.
Jean-Paul Sevilla est citoyen canadien et Français et a vécu à Ottawa, au Canada pendant plus de vingt ans. Il est professeur émérite de l'Université d'Ottawa, après avoir été professeur de piano, de musique de chambre et de littérature pour piano, dans cette même université ; tout en continuant sa carrière de pianiste concertiste et donnant des conférences. Passionné d'art lyrique , il y a, aussi, à  de nombreuses reprises, enseigné l'Opéra. La présence de Jean-Paul Sevilla à Ottawa, a enrichi la vie culturelle et musicale de la ville. Ayant depuis peu de l'arthrite aux mains il a dû mettre un terme à sa carrière de pianiste. il se console en écrivant des opuscules sur des compositeurs français: Gabriel Fauré, Claude Debussy, Maurice Ravel, Emmanuel Chabrier, Albert Roussel et César Franck. Il réside actuellement en France à Verneuil-sur-Avre en Normandie. Pédagogue, Il lui arrive encore de recevoir de jeunes élèves à qui il dispense cours et conseils.
Professeur doué et enthousiasmant, il a été le mentor de jeunes artistes de talent, dont beaucoup ont remporté des premiers prix dans différents concours internationaux, notamment la célèbre pianiste Angela Hewitt et le musicien de chambre et professeur de musique, Andrew Tunis. Il a donné également du temps et de l'énergie pour la promotion de la musique au Canada, grâce au concours de musique du Canada et l'Association des professeurs de musique. Il a aussi donné des leçons pour adultes amateurs, qui restent sa grande passion. Ses prouesses  musicales et intellectuelles, ont induit une forte demande pour des cours, ses conférences et ses classes de maître. En outre, il a publié de nombreux articles dans plusieurs revues musicales aux États-Unis. Il est considéré comme un expert de Gabriel Fauré et de Maurice Ravel, dont il a joué toutes les œuvres.
En 1986, il est professeur invité à l'Université de Tokyo où il retourne chaque année, outre la Corée, les Philippines, l'Indonésie et Hong Kong lors de ses tournées. En 2007, en plus des concerts, il a enseigné et donné des classes de maître en Australie.
Jean-Paul Sevilla a dirigé des cours d'été en France : Aix-en-Provence, Perpignan, Toulon, Nice, Poitiers, Saint-Jean-de-Luz, Flaine, Courchevel ; au Canada : Orford, Banff, Victoria ; et en Corée. Les cours d'Aix et Perpignan ont été enrichies par la présence d'amis proches : le célèbre professeur de chant et artiste, Noémie Pérugia et la très estimée pianiste Catherine Collard, aujourd'hui décédée.
De 1997 à 2001, Jean-Paul Sevilla enseigne à la Schola Cantorum de Paris et de septembre à décembre 1999, il est professeur invité au Conservatoire de musique d'Oberlin (Ohio).
Il est régulièrement invité comme membre de jury lors de concours nationaux et internationaux, notamment à Munich, Lisbonne, Porto, Cleveland, Marsala, Senigallia, Jaen, Orléans, Cagliari, Moscou, Leipzig, ainsi qu'au Conservatoire de Paris, au Concours Pro Musicis, au Concours des grands amateurs, au Conseil des arts du Canada, au Concours de musique du Canada, etc.
Jean-Paul Sevilla est officier de l'Ordre des Arts et des Lettres et membre d'honneur de l'association des Amis de Maurice Ravel.

## Discographie
Jean-Paul Sevilla a publié un disque mettant en vedette des œuvres de Vincent d'Indy et d'Albert Roussel et un double album intitulé « Hommage à l'enfance » avec des œuvres de Debussy, de Prokoviev, Ibert, Grovlez et la première mondiale d'œuvres de Pierné et Soulima Stravinsky. Il a enregistré des œuvres de Fauré, au Japon et en France (Préludes op. 103). Un disque de la première mondiale des Variations en ut mineur de Gabriel Pierné, a été récompensé par un Diapason d'or. Un album Fauré consacré aux Nocturnes, a été acclamé par la critique.
- Fauré - Nocturnes, Préludes, Thème et variations, pièces brèves (1995-2002, 2CD Timpani 2C2083) (OCLC 85218151)
- Fauré, Préludes op. 103 (1996, Pierre Vérany) (OCLC 716286451)
- Fauré, Variations en ut mineur op. 42 (Pianovox)
- d'Indy et Roussel, (1989, Musica Viva) (OCLC 78976793)
- Homage to childhood : Gabriel Pierné, Gabriel Grovlez, Jacques Ibert, Soulima Stravinsky (1991, Discover) (OCLC 42828168)

LP
- Hommage à Claude Delvincourt -  Quatuor Parrenin ; Liliane Garnier, violon ; Jean-Paul Sevilla, piano (1955, LP Club national du disque) (OCLC 38909690)
- Schumann, Études symphoniques, op. 13 (1971, Radio Canada International) (OCLC 24571083)
- Soirées musicales :  Gioacchino Rossini, Vincenzo Bellini - Louise Lebrun, soprano ; Jean-Paul Sevilla, piano (LP Select) (OCLC 23438926)
- Schubert, Sonate en si majeur op. 147, Sonate en la mineur op. 164 (1971, LP Harmonia Mundi « Premiers sillons ORTF ») (OCLC 761870527)